# نورث أمريكان سابرلاينر
نورث أمريكان سابرلاينر (بالإنجليزية: North American Sabreliner)‏ (والتي بيعت فيما بعد تحت اسم روكويل سابرلاينر) هي طائرة تدريب وطائرة رجال الأعمال متوسطة الحجم، أنتجت في الولايات المتحدة. من صناعة نورث أميريكان أفياشن. كان أول طيران لها في 16 سبتمبر 1958 . دخلت الخدمة في 1962، صنع منها 800 طائرة.

## المستخدمون
- القوات الجوية للولايات المتحدة
- بحرية الولايات المتحدة
- قوات مشاة البحرية الأمريكية